# Kurt Niederwimmer
Kurt Niederwimmer (* 11. November 1929 in Wien; † 3. Dezember 2015 ebenda) war ein österreichischer evangelischer Theologe und Neutestamentler.

## Leben
Nach der Promotion (Grundriß der Theologie des Ignatius von Antiochien) an der Universität Wien 1956 und Habilitation (Der Begriff der Freiheit im Neuen Testament) 1962 ebenda lehrte er von 1973 bis 1997 dort als Professor für Neues Testament. 
Er wurde am Neustifter Friedhof bestattet.

## Schriften (Auswahl)
- Der Begriff der Freiheit im Neuen Testament. Berlin 1966.
- Jesus. Göttingen 1968.
- mit Josef Sudbrack und Wilhelm Schmidt: Unterscheidung der Geister. Skizzen zu einer neu zu lernenden Theologie des Heiligen Geistes. Kassel 1972, ISBN 3-7982-0115-3.
- Askese und Mysterium. Über Ehe, Ehescheidung und Eheverzicht in den Anfängen des christlichen Glaubens. Göttingen 1975, ISBN 3-525-53267-9.
- Die Didache. Göttingen 1993, ISBN 3-525-51677-0.
- Quaestiones theologicae. Gesammelte Aufsätze. Wilhelm Pratscher, Markus Öhler (Hrsg.). BZNW 90. Berlin - New York 1998, ISBN 3-11-015711-X.
- Theologie des Neuen Testaments. Ein Grundriß. Wien 2004, ISBN 3-85073-222-3.